# Quadrangle Bach
El quadrangle Bach és un dels 15 quadrangles definits del reticulat cartogràfic adoptat de la Unió Astronòmica Internacional per Mercuri. Comprén el tros de la superfície de Mercuri localitzat per damunt del paral·lel 70º de latitudS i s'identifica amb el codi H-15.
El cràter Bach és l'estructura geològica present al seu interior triada com epònim pel mateix quadrangle. Aquesta denominació ha estat adoptada el 1976 després que la missió Mariner 10 disposara de les primeres imatges de la superfície de Mercuri. Abans s'anomenava quadrangle Australia, el nom de l'homònima característica de albedo que havia estat històricament definida per la regió antàrtica de Mercuri.
Durant els tres vols propers de Mercuri, aproximadament la meitat de la regió estava més enllà del terminador i, per tant, només hi havia disponible una cartografia parcial. Després de la missió MESSENGER es va poder completar el mapa i millorar el detall de la part ja coneguda.
Les formacions principals de la regió comprenen les rupes Adventure i Resolution i, en orde de longitud d'oest cap a est, els cràters Boccaccio, Cervantes, Bernini, van Gogh, Ictinus i Leopardi.

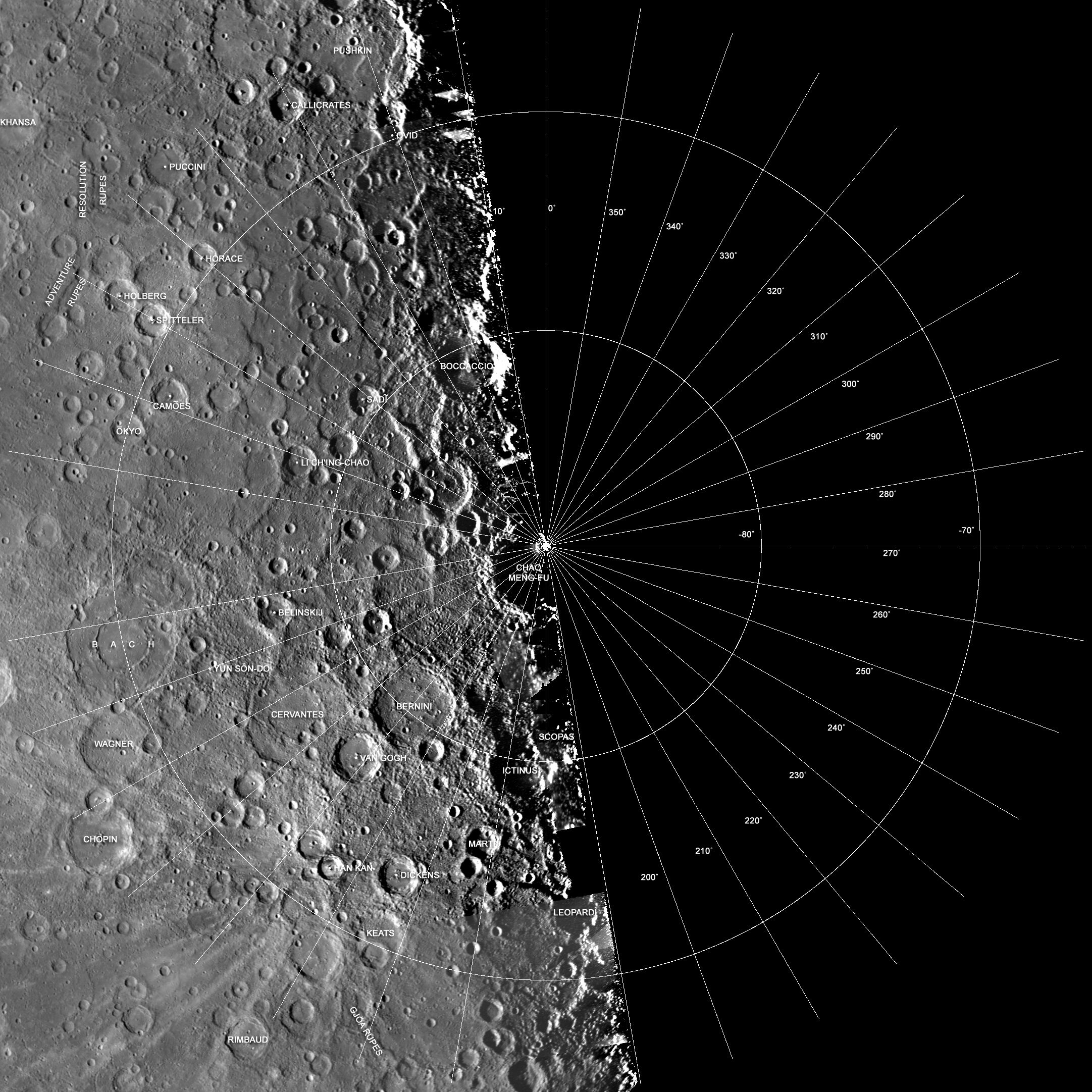
El quadrangle Bach, en un collage d'imatges presses des de la Mariner 10.